# Pascal Viléo
Pascal Viléo est un arbitre français de football né le 27 avril 1967 à Villeneuve-sur-Lot.

## Biographie
Lors de la saison 2008-2009, il termine meilleur arbitre de Ligue 2, ce qui lui permet de retrouver la Ligue 1 pour la saison 2009-2010.